# Nyamko Sabuni
Nyamko Ana Sabuni, ursprungligen Nyamko Asule Ana Sabuni, född 31 mars 1969 i Bujumbura i Burundi, är en svensk politiker som var partiledare för Liberalerna mellan 28 juni 2019 och 8 april 2022. Hon var ordinarie riksdagsledamot 2002–2006 och statsråd i regeringen Reinfeldt 2006–2013. Hon var statsråd i justitiedepartementet 2006, som Sveriges integrationsminister och jämställdhetsminister från 2007 till 2010 och som biträdande utbildningsminister från 2010 till 2013. Hon har också varit verksam som pr-konsult och som techinvesterare med fokus på Afrika.
Sabuni tillhör Babembe(en), en klan i Tanzania, Kongo och Burundi, och är syster till debattören Kitimbwa Sabuni. Sedan 2013 är hon tillsammans med journalisten Lennart Persson.

## Biografi och familj
Fadern Maurice Sabuni var politisk flykting från Zaire, numera Kongo-Kinshasa. Modern Amuri Zainabu Mgeni var 14 år när Nyamko Sabuni föddes. Samhällsdebattören Kitimbwa Sabuni är Nyamko Sabunis bror.
Nyamko Sabuni föddes under föräldrarnas exil i Burundi men kom till Sverige som tolvåring 1981 och växte upp i Kungsängen. Hon gick ut gymnasiet 1989 efter studier vid Upplands-Bro gymnasium. Hon studerade migrationspolitik (30 hp) vid Mälardalens högskola 1995 och juridik (30 hp) vid Uppsala universitet 1996. Hon har även studerat mediekommunikation en termin vid Berghs School of Communication.
Sabuni har varit projektledare för Afrosvenskarnas riksförbund (1994–1996). Under perioden 1991–1994 var hon egenföretagare inom friskvård.
Sabuni har två farbröder som också är politiskt aktiva i Sverige. I en uppmärksammad händelse såg hon kort efter sin statsrådsutnämning till att statsbidraget till Centrum mot rasism, där hennes farbror Mkyabela Sabuni var verksamhetschef, drogs in. Hon ansåg att centret hade misslyckats med sitt uppdrag att driva opinion i frågor som rör rasism och främlingsfientlighet.
Sabuni var tidigare gift med Allan Bergquist; paret skildes 2012. De har tvillingsöner. Sedan hösten 2013 är hon tillsammans med journalisten Lennart Persson.

## Politisk karriär
I valet 2002 valdes Nyamko Sabuni in i riksdagen och tog tjänstledigt från kommunikationsbyrån Geelmuyden Kiese. Hon valdes 2001 in i Folkpartiets partistyrelse, där hon satt fram till 2013.
Som politiker har Sabuni arbetat mycket med frågor som rör näringsliv samt jämlikhet och jämställdhet. År 2006 utkom hon med boken Flickorna vi sviker, om hederskulturer och brott mot utlandsfödda kvinnor. Sabuni kallar sig inte för feminist, utan menar att hon är liberal och att "underepiteterna kan man se på som man vill".  Uppmärksammade utspel är bland annat att det skulle införas obligatoriska gynekologbesök för flickor. Besöken skulle upptäcka och motverka kvinnlig könsstympning. Tanken grundade sig i den obligatoriska kontrollen som redan gjordes på pojkar även skulle göras på flickor och att då bland annat att komma åt problemet med könsstympning. Senare argumenterade hon även motsvarande kontroll beträffande pojkar. Hon har även gjort utspel om slöjförbud i skolan. Sabuni har också profilerat sig som en av de mest kritiska inom Liberalerna till religiösa friskolor.

### Minister i regeringen Reinfeldt
Sabuni förlorade sin riksdagsplats i valet 2006, men utsågs kort därefter (6 oktober 2006) till integrations- och jämställdhetsminister i regeringen Reinfeldt. Den 1 januari 2007 blev hon departementschef för Integrations- och jämställdhetsdepartementet dit även konsument- och ungdomsfrågorna fördes.  
I valet 2010 blev hon invald i Stockholms läns valkrets. Hon var dock ledig från sitt riksdagsuppdrag och ersattes av Anna Steele. Strax efter valet utnämndes hon till biträdande utbildningsminister och jämställdhetsminister. Som biträdande utbildningsminister hade hon bland annat ansvar för folkbildning, förskoleverksamhet, studiefinansiering, ungdomsfrågor och vuxenutbildning. Hon meddelade sin avgång den 21 januari 2013. Sabuni efterträdde sedan Alice Bah Kuhnke som hållbarhetschef på teknikkonsultföretaget ÅF senare samma år.

### Partiledare för Liberalerna 2019–2022
Efter riksdagsvalet 2018 höjdes röster från politiker inom Liberalerna som ville att Sabuni skulle utmanas till partiledarposten. Den 11 april 2019 meddelade Sabuni att hon kandiderade till partiledare för Liberalerna. Den 24 juni samma år nominerade Liberalernas valberedning Sabuni till ny partiledare för partiet och den 28 juni 2019 valdes hon till partiledare för Liberalerna. Det första större framträdandet som partiledare skedde i Almedalen den 3 juli samma år.
Den 8 april 2022 meddelade Sabuni att hon avgår med omedelbar verkan som partiledare för Liberalerna.

## Priser och utmärkelser
2012 - Hedeniuspriset utdelat av Humanisterna.